# Unripe Apple
Unripe Apple è il secondo singolo promozionale dall'album Melting della cantante sudcoreana Hyuna.
La canzone è stata registrata nel 2012 . La traccia è stata scritta dal cantante e membro della band dei BTOB, Jung Illhoon ed è uscita su Internet il 13 novembre 2012.

## Il brano
Il brano venne promosso in vari show con i singoli Ice Cream e Don't Fall Apart.
Il brano prevede un featuring del cantante Illhoon Jung dei BTOB.

## Classifiche
| Chart                      | Peak position |
| -------------------------- | ------------- |
| Gaon Digital chart         | 60            |
| Gaon Streaming chart       | -             |
| Gaon Download chart        | -             |
| Gaon BGM chart             | -             |
| Gaon Mobile Ringtone chart | 70            |